# فدراسیون فوتبال نیوزیلند
فدراسیون فوتبال نیوزیلند بالاترین نهاد رسمی فوتبال در کشور نیوزیلند است که به سازماندهی و ساماندهی فوتبال در این کشور می‌پردازد. این فدراسیون کار نظارت بر هفت فدراسیون نیوزیلند و همچنین تیم ملی فوتبال نیوزیلند را بر عهده دارد. علاوه بر آن تیمهای جوانان و زنان نیوزیلند و همینطور لیگهای فوتبال مردان و زنان نیوزیلند تحت نظارت این فدراسیون قرار دارد.

## تاریخچه
این فدراسیون در سال ۱۸۹۱ تأسیس شد و در سال ۱۹۴۸ به عضویت فیفا در آمد.